# 小田原湯河原広域農道
小田原湯河原広域農道（おだわらゆがわらこういきのうどう）は、神奈川県小田原市と湯河原町を結ぶ農道である。神奈川県によって整備が進められており、一部区間が供用されている。

## 概要
小田原市南西部から真鶴町、湯河原町にかけての丘陵地の農業振興地域での農産物集出荷作業や流通輸送の改善、観光農業の推進等による地域経済の活性化、災害時の国道135号の迂回路としての防災面の効果等が期待されている。
1996年に着工され、当初は10年程度の工期が見込まれていたが、急傾斜地での工事の難航等により完成が遅れており、事業費も増大が見込まれている。2016年4月現在で合計5.4kmが供用済となっている。
小田原市内の供用済み区間の一部は、「太閤一夜城と長興山・史跡のみち」として美しい日本の歩きたくなるみち500選に選ばれている。

### 路線データ
- 起点 : 神奈川県小田原市入生田（太閤橋）[1]
- 終点 : 神奈川県足柄下郡湯河原町鍛冶屋（湯河原町道幕山公園通り線交点）[1]
- 路線延長 :17.0km[1]
- 供用済区間 : 5.4km（2016年4月現在）[3]
- 規格：第3種4級に準拠[1]

## 歴史
- 1996年（平成8年）着工[1]
- 2024年（令和6年）完成予定[1]
  - 石橋 - 根府川(ヒルトン小田原リゾート&スパ)間は、2022年（令和4年）度末の工事完了を予定[6]。

## 路線状況
小田原箱根道路や神奈川県立生命の星・地球博物館に隣接する小田原市入生田の早川に架かる太閤橋を起点とし、同市早川、石橋、根府川、江の浦を経て真鶴町、湯河原町を南下、同町鍛冶屋地内の町道幕山公園通り線を終点とする。国道135号及び神奈川県道740号小田原湯河原線の山側に並行するルートが計画されている。
現在供用されている区間は、小田原市内の2区間と真鶴町から湯河原町にかけての1区間の合計3区間に分かれている。

神奈川県広域農道課の「地域再生計画（地方創生道整備推進交付金）中間評価調書」によると、「①地域再生計画に記載した数値目標の実現状況-指標2 各拠点施設へのアクセス改善-国道１号線県立生命の星・地球博物館前から根府川地域観光・宿泊拠点まで」の評価項目は、「広域農道整備事業（小田原市石橋・米神区間）は、事業量を見直したことにより計画通り事業完了の予定であり、目標を達成し拠点施設間のアクセス向上が図られる見込みである」と記載されている。しかし、「⑦今後の方針等に対する対応-今後の方針等に対する対応」の評価項目は、「令和３年度事業で本計画を完了させる。次期計画認定申請を予定。」と記載されているものの、まだ計画は完了していない。

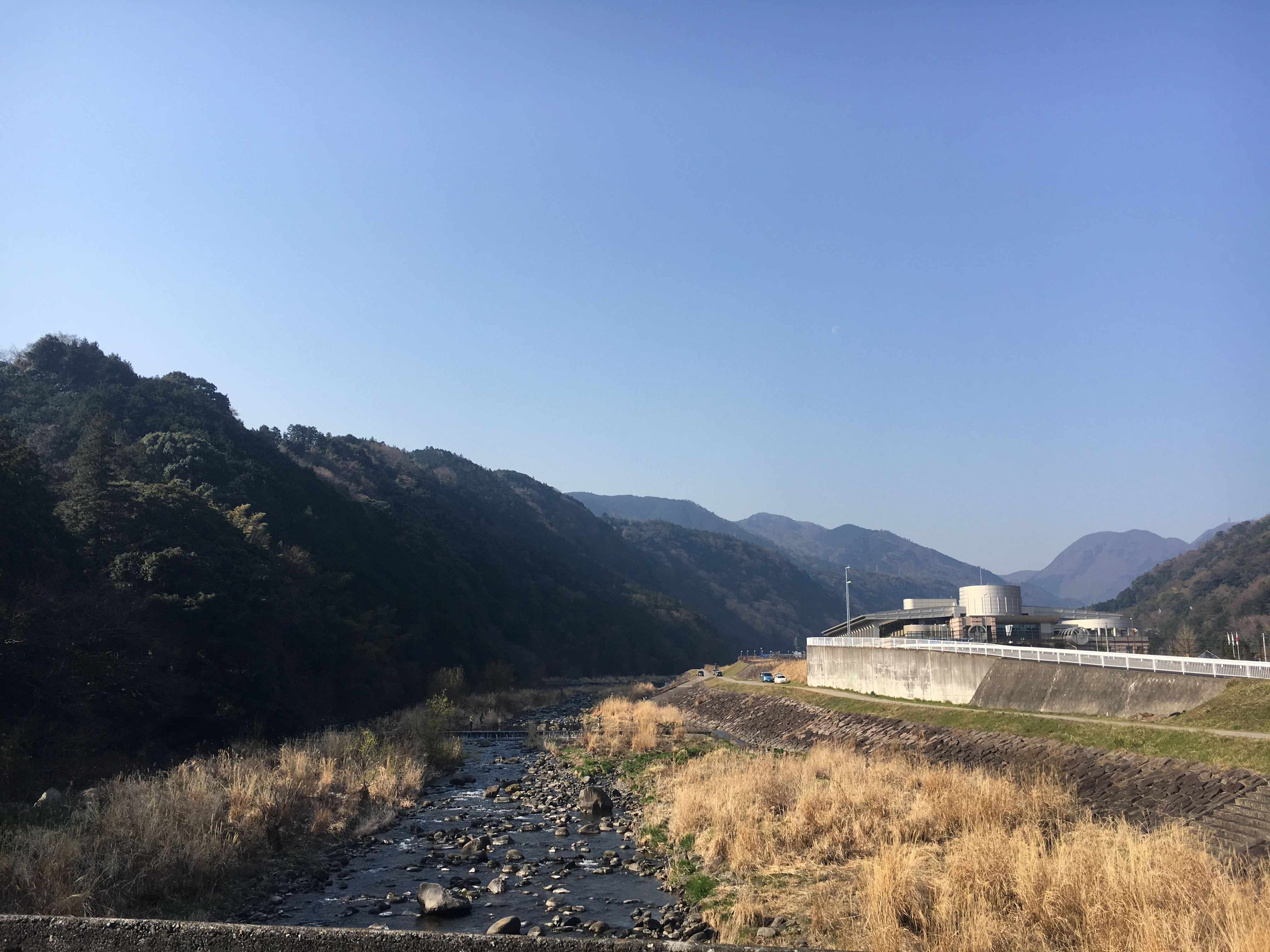
神奈川県立生命の星・地球博物館付近の早川
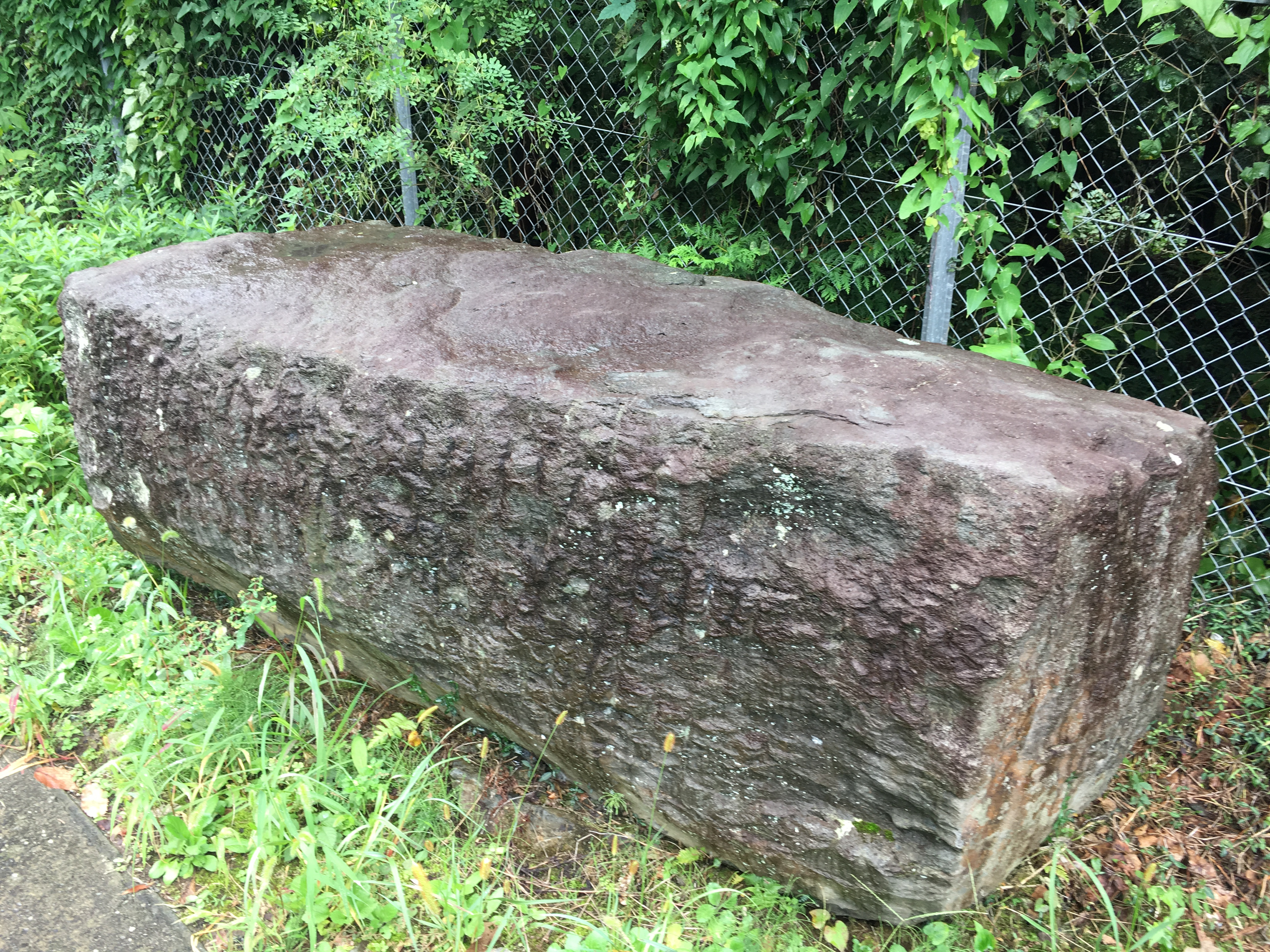
早川石丁場群 関白沢支群の北西側を流れる関白沢の改修工事の際に発見された
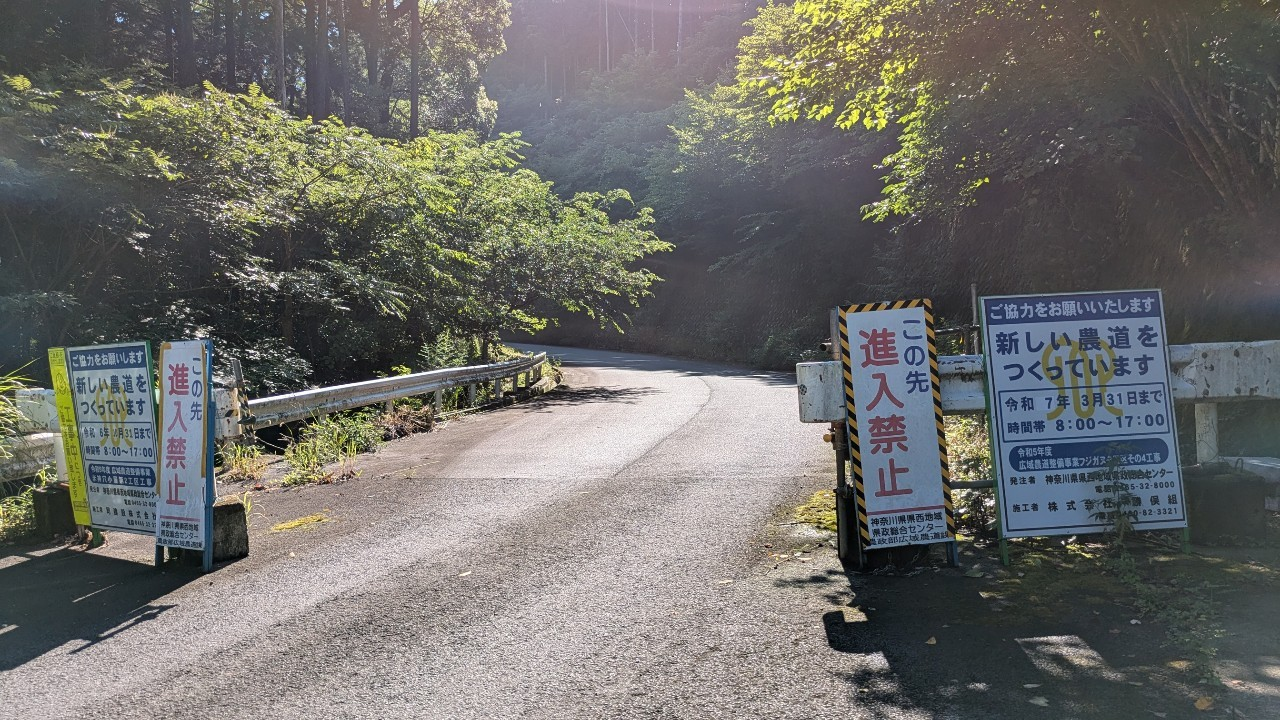
小田原側の工事看板（2024年8月撮影）
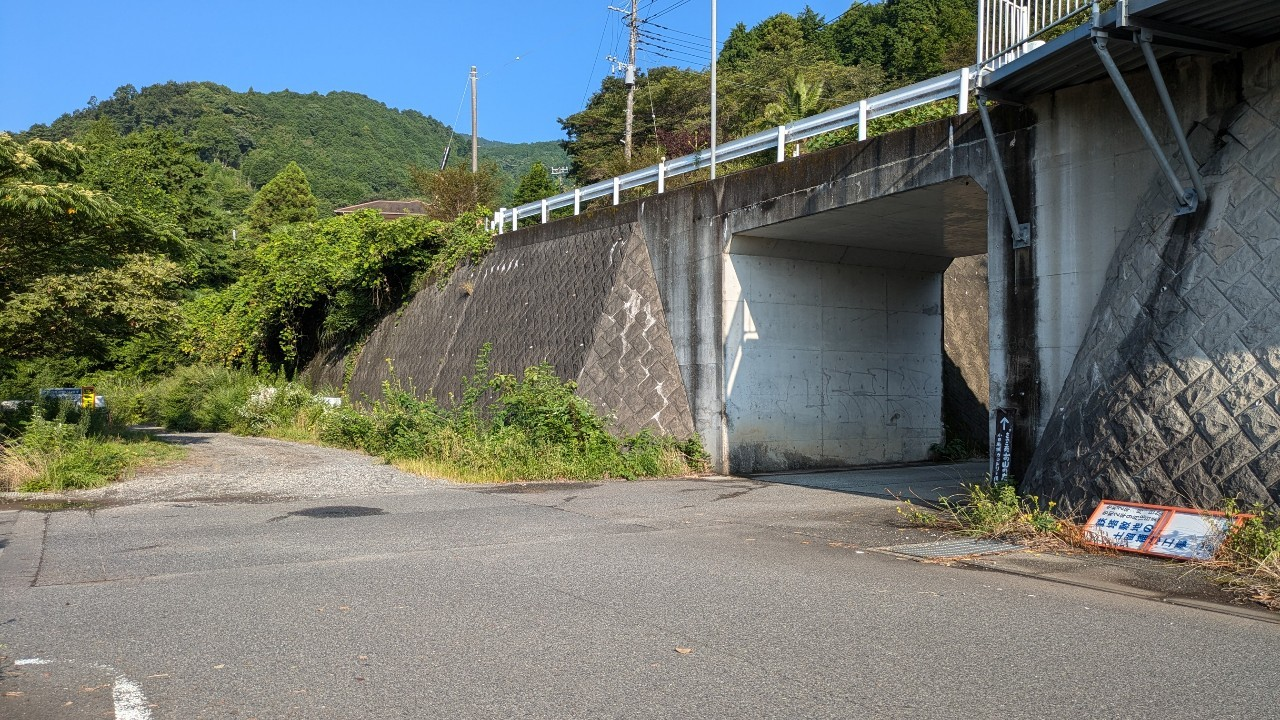
小田原城カントリー倶楽部入口（2024年8月撮影）
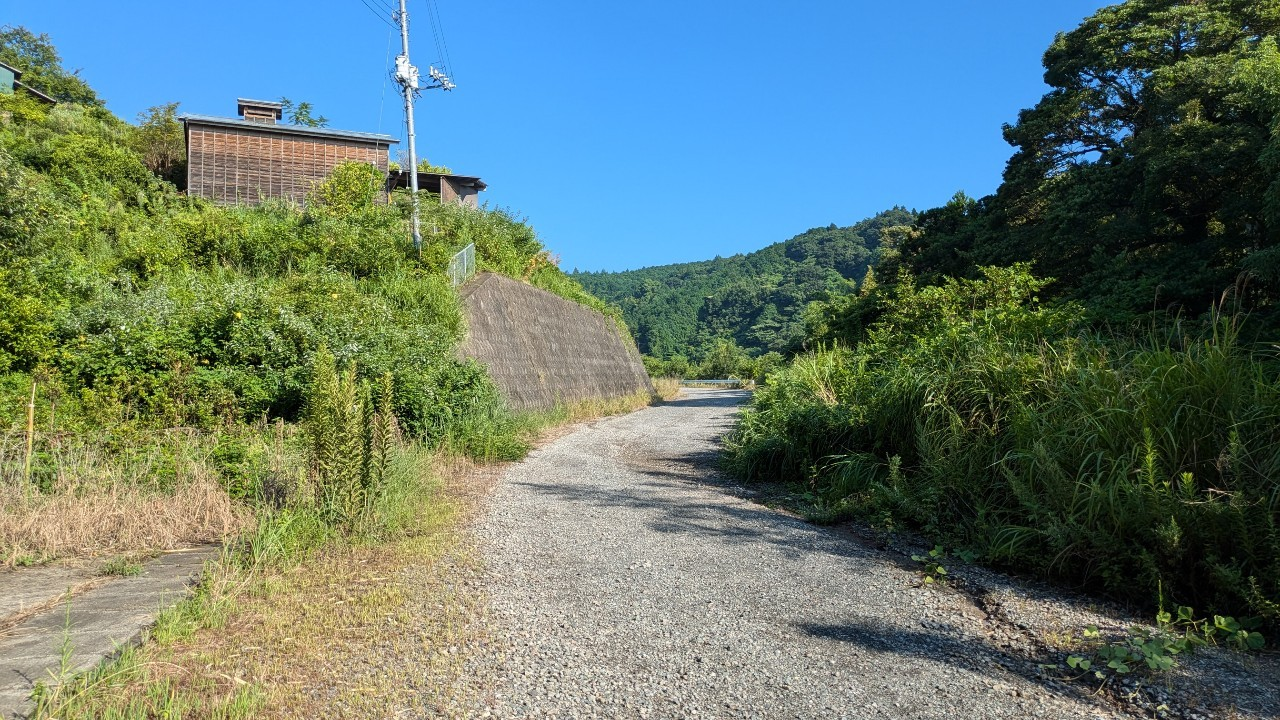
根府川の未開通区間（2024年8月撮影）
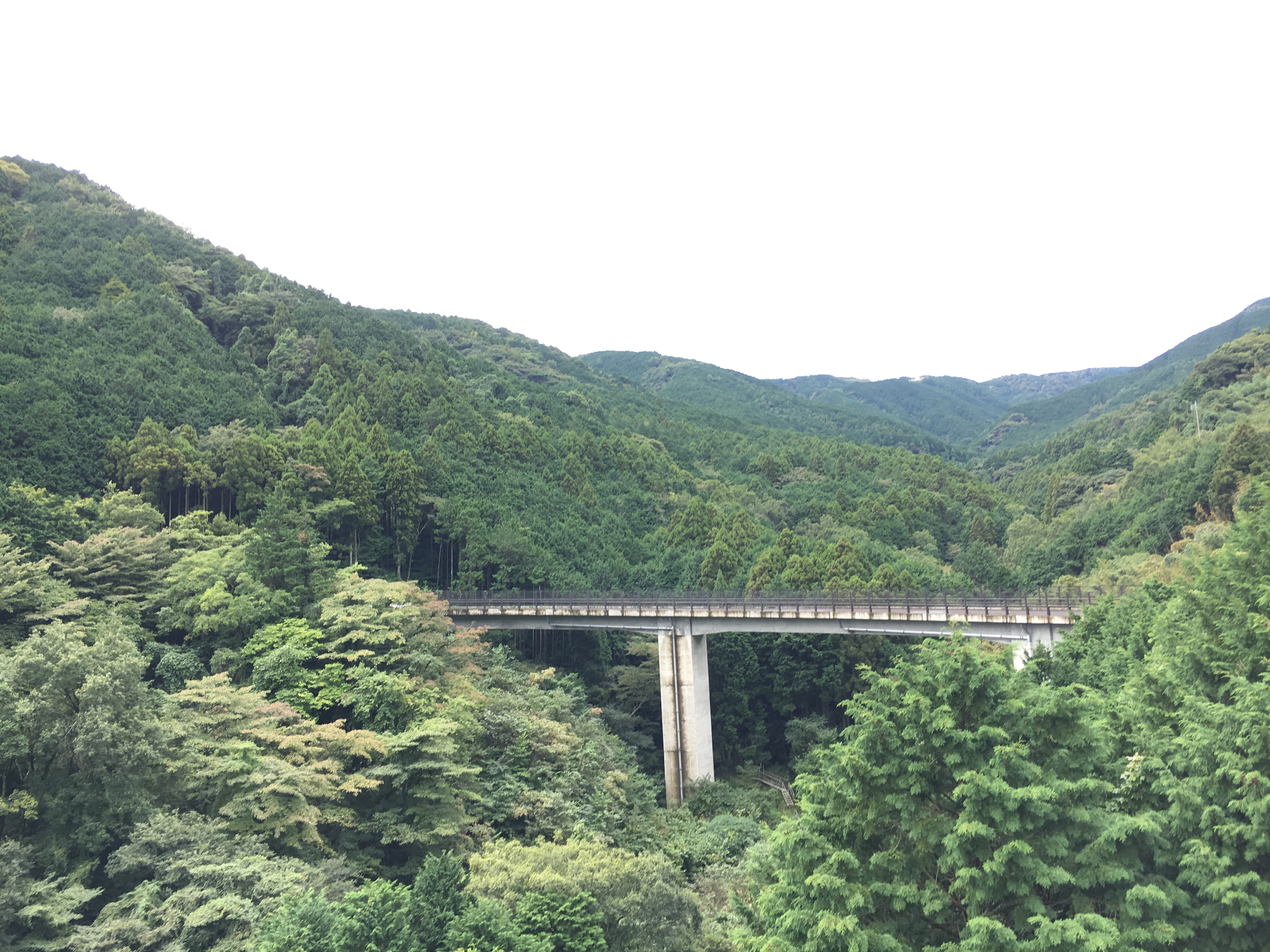
小田原市根府川周辺の白糸渓谷の橋

## 地理

### 通過する自治体
- 神奈川県
  - 小田原市
  - 足柄下郡真鶴町、湯河原町

### 交差する道路
- 小田原市道（小田原市入生田）- 国道1号と間接接続
- 石垣山農道（小田原市早川）
- 田代山農道（小田原市根府川）
- 大猿山農道（真鶴町岩）
- 湯河原町道うさぎ沢線（湯河原町吉浜）
- 湯河原町道幕山公園通り線（湯河原町鍛冶屋）

### 周辺の施設等
- 石垣山一夜城歴史公園
  - 一夜城ヨロイヅカファーム - 鎧塚俊彦が経営
- ヒルトン小田原リゾート&スパ
- 小田原城カントリークラブ
- 星ヶ山公園（さつきの郷）
- 湯河原総合運動公園 ゆめ公園
- 湯河原カンツリー倶楽部
- 幕山公園（湯河原梅林）